# Menifee, Arkansas
Menifee là một thị trấn thuộc quận Conway, tiểu bang Arkansas, Hoa Kỳ. Năm 2010, dân số của thị trấn này là 302 người.

## Dân số
- Dân số năm 2000: 311 người.
- Dân số năm 2010: 302 người.